# الشاي الأزرق
الشاي الأزرق هو نوع جديد من أنواع الشاي الذي انتشر مؤخرًا بسبب لونه الأزرق المختلف عن لون الشاي المعتاد، وفي الأصل هو مسحوق زهرة البازلاء الزرقاء (بازلاء الفراشة)، وكان يستخدم منذ القدم في جنوب شرق آسيا مثل تايلاند وفيتنام والصين، وتتميز أوراق هذا النبات بلونها الأزرق، والذي ينتج عن وجود صبغة طبيعية تسمى "أزولين"، وعند تحضير الشاي، تنتقل هذه الصبغة إلى الماء لتعطي لون أزرق زاهي فريد للمشروب. وهو أيضاً أحد أشهر المنتجات الزراعية في منطقة جازان في السعودية.

## العناصر الغذائية
الشاي الأزرق يحتوي على العديد من العناصر الغذائية والمركبات الكيميائية المفيدة لصحة الإنسان، إذ يحتوي على مضادات الأكسدة مثل الفلافونويدات والكاتيكينات وحمض الكلوروجينيك، والفيتامينات مثل فيتامين سي وفيتامينات ب، كذلك المعادن الهامة مثل البوتاسيوم والكالسيوم والحديد والنحاس، بالإضافة إلى مركبات الفينول والإنزيمات المضادة للأكسدة، كما يُعتقد أنه غني أيضًا بالألياف الغذائية.
أيضاُ ذكر الخبراء بإن مسحوق زهرة البازلاء الزرقاء يحتوي على العديد من الفوائد الصحية منها تأخير عملية الشيخوخة وتحسين صحة الجهاز الهضمي، ويعتبر أيضاً منشط طبيعي للذهن، ما يعني أنه يمكن أن يساعد في تحسين الوظيفة المعرفية.

## فوائد الشاي الأزرق[3]

### 1 - مفيد لمرضى السكري
الشاي الأزرق يساعد في السيطرة على مستوى السكر بالدم ويقلل من خطر الإصابة بمرض السكري والأمراض ذات الصلة لأنه غني بمضادات الأكسدة.

### 2 - يقوي الذاكرة
يساهم الشاي الأزرق في تحسين صحة الدماغ ويساعد على محاربة الاكتئاب والقلق. كما أنه يستخدم في علاج مرض الزهايمر لوجود مادة الأسيتيل كولين فيه. ويساعد أيضًا على استرخاء العقل وتقليل التوتر.

### 3 - مفيد للعينين
يعزز شرب الشاي الأزرق صحة العين ويقلل من خطر الإصابة بأمراض العين مثل تلف الشبكية والتنكس البقعي وعدم وضوح الرؤية وغيرها

### 4 - يعزز المناعة
يساعد الشاي الأزرق في تعزيز المناعة، حيث يحتوي على مادة تيرناتين التي تعمل كمضاد للأكسدة وتعزز وتقوي المناعة.

### 5 - يحسن الهضم
يحسن الشاي الأزرق عملية الهضم في الجسم لأنه غني بمضادات الأكسدة؛ فهو يساعد على استرخاء عضلات المعدة ويعزز التمثيل الغذائي ويمنع الديدان من النمو في الأمعاء.

### 6 - يساعد في إنقاص الوزن
يساعد شرب الشاي الأزرق في عملية إنقاص الوزن لأنه لا يحتوي على الدهون والكربوهيدرات والكوليسترول. فهو يساعد على ضبط الشهية والتحكم في الرغبة بتناول الوجبات السريعة.

### 7 - مناسب للبشرة
يحتوي الشاي الأزرق على مركبات الفلافونويد التي ترفع من إنتاج الكولاجين وتحسن مرونة البشرة وتخفف التصبغات. ويساهم في إزالة السموم من الجسم مما يجعل البشرة أكثر إشراقًا وصحة.

### 8 - يعزز نمو الشعر
يلعب الشاي الأزرق دوراً مهماً في نمو الشعر لاحتوائه على مادة الأنثوسيانين؛ وهذا يساعد على زيادة الدورة الدموية في الرأس ويقوي بصيلات الشعر.

## أصل الشاي الأزرق
يعتبر شرب الشاي الأزرق تقليدًا شعبيًا في بعض مناطق جنوب شرق آسيا، وتحديدًا في بعض مناطق فيتنام وتايلاند والجنوب الصيني، حيث تنمو النبتة التي ينتج منها الشاي الأزرق بشكل طبيعي في الغابات الاستوائية والمناطق الحرارية الرطبة، وتُعتبر من النباتات المعمّرة والشجيرية الصغيرة. ويتم تحضيره وشربه كمشروب ساخن أو بارد، ويستخدم كذلك في إنتاج منتجات غذائية مثل الآيس كريم والشوكولاتة والكعك، بسبب لونه الفريد ونكهته المميزة، وله استخدامات أخرى حيث يدخل في تصنيع بعض منتجات العناية بالبشرة والشعر من كريمات وأقنعة وغسولات.